# Fotbal Club Municipal Bacău
Il Fotbal Club Municipal Bacău meglio conosciuto come FCM Bacău, abbreviato anche semplicemente con la sigla FCM è stata una società calcistica rumena con sede nella città di Bacău. Fu fondato nel 1950 sotto la tutela del Ministero degli Interni e oggi rappresenta la città nel calcio professionistico rumeno.
Fondato nel 1950, vanta come migliori risultati nella Liga I il quarto posto conquistato al termine della stagione 1972-1973 e il quinto posto conquistato al termine della stagione 1996-1997. Nella Coppa di Romania il club è riuscito a raggiungere la finale nella stagione 1990-1991, venendo però sconfitto per 2-1 dall'Universitatea Craiova.
La loro migliore prestazione in una manifestazione continentale venne realizzata nella Coppa delle Fiere 1969-1970 quando la squadra, chiamata a quel tempo Dinamo Bacau, raggiunse i quarti di finale, dopo aver eliminato squadre come Floriana (Malta), Skeid F.K. (Norvegia) e Kilmarnock (Scozia). Venne, però, sconfitta ed eliminata dall'Arsenal che si impose per 2-0 in Romania e per 7-1 all'Highbury Stadium. Il club ha vinto l'edizione 1998 della "Cupa Ligii", classificandosi secondo nell'edizione del 2000.
Nel 2001 la squadra è retrocessa nella Liga II, ma ha mantenuto la presenza nella prima divisione comprando il titolo sportivo della neopromossa FC Baia Mare. Al termine della stagione 2005-2006 la squadra retrocesse in seconda divisione.

## Palmarès

### Competizioni nazionali
- Liga I

4º posto: 1972-1973
5º posto' 1996-1997
- Cupa Ligii

Vincitore: 1998
- Liga III: 1

2010-2011

### Altri piazzamenti
- Coppa di Romania:

Finalista: 1990-1991
Semifinalista: 1980-1981, 1998-1999
- Coppa di Lega rumena:

Finalista: 2000
- Coppa dei Balcani per club:

Semifinalista: 1984-1985
Migliori prestazioni in Coppe europee:
- Coppa delle Fiere

Coppa delle Fiere 1969-1970: quarti di finale

## Tifoseria
I tifosi della squadra di calcio di Bacău si sono distinti fin dagli anni '90 per la loro attività costante e per il coinvolgimento nel movimento ultras in Romania. I sostenitori di Bacău sono stati tra i primi della regione Moldova a viaggiare insieme alle tifoserie di Bucarest per sostenere la propria squadra nelle trasferte, anche se inizialmente in numero ridotto.

### Storia
Il primo gruppo organizzato di tifosi di Bacău è stato la Brigade Giallo-Azzurri 1997. Successivamente, il gruppo ha cambiato nome in Vulturii Albaștri '97, per poi evolversi nel gruppo oggi conosciuto come Taurii Furioși '99, considerato il gruppo principale della tifoseria di Bacău. A partire dalla stagione 2000–2001, questi ultimi sono stati i principali promotori della mentalità ultras nella curva, riuscendo a creare un nucleo attivo di sostenitori fedeli sia in casa che in trasferta.
Un altro gruppo importante è Prima Linie '03, fondato nel marzo 2003. Si tratta di una delle fazioni più radicali della Moldova, composta in gran parte da ex membri del gruppo Ultra X-Trema, scioltosi in precedenza. Prima Linie '03 si è distinta per il suo atteggiamento critico e per azioni violente del passato, come gli incidenti nella stagione 2001–2002, quando membri del gruppo sono stati coinvolti in scontri con gli ultras delle squadre Steaua e Dinamo Bucarest. Nonostante le divergenze ideologiche, Taurii Furioși e Prima Linie hanno continuato a sostenere insieme la squadra, anche se esistevano tensioni tra moderati e radicali.
Dopo il 2003 sono nati anche i gruppi Central Boys, Gruppo Carpati, Suppras Bacău, che hanno continuato a sostenere la squadra assieme ai gruppi storici Vulturii Albaștri '97, Taurii Furioși '99, Prima Linie '03, fino alla scomparsa della squadra nel 2014. Nel 2008, i gruppi si sono uniti formando Ultras Bacău, che rappresenta la "curva băcăuană", situata nel settore Peluza B dello Stadio Municipale.
Dopo la scomparsa del club nel 2014, i tifosi hanno registrato una squadra nel campionato di quarta divisione di Bacău, con il nome di ACS Gauss Bacău. La nuova squadra avrebbe dovuto ricevere il palmarès del vecchio club. Nel 2017, l’Associazione dei Tifosi FCM Bacău ha avviato una collaborazione con Gauss Bacău, squadra che nel frattempo era rimasta senza finanziamenti pubblici, ma la collaborazione si è interrotta nell’estate del 2018.
Dopo un anno di inattività, i tifosi hanno avviato un nuovo progetto chiamato ASS FCM 1950 Bacău, iscrivendo la squadra seniores alla Liga a IV-a, ma la squadra è stata nuovamente sciolta al termine della stagione 2019-2020. Nel 2025, una grande parte dei sostenitori dell’ex squadra si è orientata verso il club fondato dall’ex calciatore Cristian Ciocoiu, FC Bacău, che intende recuperare il marchio e il palmarès del vecchio club, utilizzando lo stemma del periodo 1971–1990 di FCM Bacău.

### Gemellaggi e rivalità
La rivale storica di FCM Bacău è Ceahlăul Piatra Neamț. Gli scontri tra le due tifoserie hanno spesso dato origine a eventi spiacevoli. Un momento memorabile della storia del derby tra le due tifoserie ha avuto luogo nel girone di ritorno della stagione di Divizia A 2000–01, in una partita disputata a Piatra Neamț. Il gruppo Taurii Furioși '99 ha esposto striscioni provocatori indirizzati ai tifosi del Ceahlăul. L’atmosfera è diventata incandescente non solo per la rivalità sportiva, ma anche a causa di un incidente nella curva dei padroni di casa, che ha preso fuoco parzialmente a causa delle torce accese dai tifosi.
Questo episodio è rimasto ben impresso nella memoria dei tifosi, accentuando la rivalità a un livello superiore. Il derby continua ad essere una tradizione del calcio regionale moldavo, simbolo di competizione e passione per il calcio. Anche nelle divisioni inferiori, le partite tra queste due squadre attirano grande attenzione e suscitano interesse, dimostrando l’importanza di questo derby nel panorama calcistico rumeno.
Inoltre, Ultras Bacău si posizionano come un gruppo "Anti-Bucarest" (contro le squadre della capitale, non contro la città in sé), il che genera forti tensioni in ogni partita contro Rapid, Dinamo, Steaua e qualsiasi altra squadra della capitale.

## Rosa 2011-2012
| N. |                    | Ruolo | Calciatore         |
| -- | ------------------ | ----- | ------------------ |
|    | Romania (bandiera) | P     | Catalin Pascal     |
|    | Romania (bandiera) | P     | Viorel Ignătescu   |
|    | Romania (bandiera) | D     | Eugen Baciu        |
|    | Romania (bandiera) | D     | Vasile Dobârceanu  |
|    | Romania (bandiera) | D     | Ciprian Dediu      |
|    | Romania (bandiera) | D     | Razvan Adăscăliței |
|    | Romania (bandiera) | D     | Ionuț Mihălăchioae |
|    | Romania (bandiera) | D     | Andrei Bursuc      |
|    | Romania (bandiera) | D     | Ciprian Răduțoiu   |
|    | Romania (bandiera) | D     | Ionuț Varea        |

| N. |                    | Ruolo | Calciatore       |
| -- | ------------------ | ----- | ---------------- |
|    | Romania (bandiera) | C     | Dragos Petrache  |
|    | Romania (bandiera) | C     | Remus Cojocaru   |
|    | Romania (bandiera) | C     | Dragos Huiban    |
|    | Romania (bandiera) | C     | Marius Doboş     |
|    | Romania (bandiera) | C     | George Taban     |
|    | Romania (bandiera) | A     | Cătălin Vraciu   |
|    | Romania (bandiera) | A     | Gabriel Petrea   |
|    | Romania (bandiera) | A     | Ionuț Radu       |
|    | Romania (bandiera) | A     | Eduard Tismănaru |